# Oświata Wielkiej Brytanii
Edukacja w Wielkiej Brytanii
Wszystkie przepisy dotyczące oświaty w Wielkiej Brytanii tworzone są przez rząd centralny. W 1988 Ustawa o Reformie Edukacji wprowadziła obowiązkowy narodowy program nauczania (national curriculum).

## Ścieżka edukacyjna
- Nursery (żłobek i przedszkole)
- Primary school (szkoła podstawowa)
- Secondary school, High School (gimnazjum)
- College / Sixth Form ((Liceum, Szkoła Średnia)
- University (szkoła wyższa) /  Bachelor (licencjat)
- Master (magister)
- Doctor (doktor)
- Professor (profesor)

## Poziomy nauczania
1. Key Stage 1 w Anglii i Walii, Level A w Szkocji; 5–7 lat
2. Key Stage 2 w Anglii i Walii, Level B w Szkocji; 7–11 lat
3. Key Stage 3 w Anglii i Walii, Level C w Szkocji; 11–14 lat
4. Key Stage 4 w Anglii i Walii, Level D w Szkocji; 14–16 lat

## Etapy szkolnictwa
Edukacja przedszkolna15 godzin tygodniowo przez 38 tygodni w roku. 
Nursery class (żłobek, przedszkole) 3-latki / 4-latki
Reception class (zerówka) 5-latki (przed pierwszą klasą)
Primary School – szkoła podstawowa – obowiązkowy
Infant schools – szkoła dla dzieci w wieku od lat 5 do 7;
Junior schools – szkoła dla dzieci od lat 7 do lat 11;
Combined infant and junior schools – szkoły dwupoziomowe nauczające dzieci w wieku od 5 do 11 lat.
High School / Secondary School – gimnazjum – obowiązkowyTrwa od 11 do 16 roku życia.
około 13 roku życia dziecka – egzaminy SAT, kończący 3 etap nauki (Key stage 3). Skala ocen od 8 (najlepszy) do 1 (uczeń nie zdaje).
key stage 4 – egzaminy General Certificate of Secondary Education, Egzamin ten kończy obowiązkową naukę w Wielkiej Brytanii. Skala ocen to: A* (ocena najlepsza), A, B, C, D, E, F, G (najniższa) oraz U (uczeń nie zdaje).
Further Education / College – szkoła średniaNauka do 19 roku życia.
Po pierwszym roku odbywa się egzamin Advanced Subsidiary (AS level). Skala ocen to A (najlepsza) do F (nie zdaje).
College kończy się egzaminami A-levels (odpowiednik polskiej matury), które zdaje się z 3 wybranych przedmiotów (często kontynuowanych z egzaminu AS). Skala ocen to od A (najlepsza), B, C, D, E, F, G oraz U (nie zdaje).
Egzamin General Certificate of Education Advanced Level (A-levels) pozwala na rozpoczęcie edukacji wyższej lub edukacji profesjonalnej.
Higher Education – szkoła wyższastudia w Wielkiej Brytanii są dwustopniowe, 3–4 letnie studia licencjackie (undergraduate) oraz 1–2 letnie studia magisterskie (postgraduate).
„Stare Uniwersytety”, to grupa 50 najstarszych uczelni brytyjskich. Ich wysoki poziom nauczania oraz prestiż na całym świecie, jakim są one darzone, zapewnia absolwentowi znalezienie ciekawej i dobrze płatnej pracy.
Politechniki, a właściwie także uniwersytety (od 1992), są one jednak wyodrębnione w naszym zestawieniu ze względu na oferowane przez siebie kursy Business and Technician Education Council Higher National Diploma.
„Nowe uniwersytety”, nie mają już takiej pozycji na rynku edukacyjnym i zawodowym jak ich starsze odpowiedniki, oferują szkolenia zawodowe, kursy modułowe grupujące kilka przedmiotów, dostanie się do nich na studia jest o wiele łatwiejsze niż w przypadku „starych uniwersytetów”.
Colleges and Institutions of Higher Education, kursy oferowane przez te jednostki dydaktyczne dotyczą wąskiej specjalizacji.

## Organizacja roku szkolnego
Szkoły są czynne 190 dni w roku. Rok szkolny podzielony jest na 3 części. Nauka w Anglii rozpoczyna się 1 września i trwa do 20–23 lipca (w zależności jak to wypada w kalendarzu). Pierwszy trymestr trwa do połowy października. Wtedy to przypadają pierwsze ferie, trwające 5 dni. Drugi trymestr trwa od końca października do połowy lutego, ale w połowie przypada prawie dwutygodniowa przerwa świąteczna oraz 5-dniowa przerwa w lutym po której dzieci wracają do szkoły. Trzeci trymestr trwa do końca roku szkolnego. W trakcie trzeciego trymestru przypada kolejna przerwa świąteczna, tym razem wielkanocna, trwająca około dwóch tygodni. W czerwcu wypada kolejna przerwa i trwa 5 dni. Maksymalna liczba dzieci w klasach 1–2 szkoły podstawowej to 25, natomiast w klasach wyższych – 33. W szkole średniej maksymalna liczba dzieci w klasie niższej to 30, a w klasie wyższej – 25. 
W Szkocji nauka rozpoczyna się ok. 15 sierpnia (w środę, jak wypada w kalendarzu) i kończy ostatniego dnia czerwca (lub 1-2 dni wcześniej). Rok szkolny podzielony jest na 3 trymestry. Są 2 przerwy tygodniowe, pierwsza w październiku, druga w lutym oraz ok. 2 tygodniowe przerwy świąteczne. 

## Program nauczania
Program nauczania w szkole podstawowej podzielony jest na bloki tematyczne: język, matematyka, wiedza o środowisku, przygotowanie do życia w społeczeństwie, religia i etyka, edukacja zdrowotna. Nie ma podziału na 45-minutowe lekcje. W szkole średniej pierwsze dwa lata to nauczanie ogólne, następne dwa to nauczanie zawodowe.
Szkoły mają prawo do indywidualnego doboru przedmiotów i metodologii nauczania oraz podręczników.